# Vojnův Městec
Vojnův Městec település Csehországban, a Žďár nad Sázavou-i járásban. Vojnův Městec Radostín, Studnice, Krucemburk, Polnička, Škrdlovice, Cikháj, Karlov és Herálec településekkel határos. Lakosainak száma 795 fő (2024. január 1.).

## Népesség
A település lakosságának változását az alábbi diagram mutatja:
| Lakosok száma | 1345 | 1418 | 1321 | 949  | 769  | 795  | 768  | 777  | 753  | 795  |
|               | 1869 | 1900 | 1921 | 1961 | 1980 | 2011 | 2016 | 2019 | 2021 | 2024 |